# Passchendaele New British Cemetery
Passchendaele New British Cemetery is een Britse militaire begraafplaats met gesneuvelden uit de Eerste Wereldoorlog, gelegen in het Belgische dorp Passendale. De begraafplaats ligt langs de 's Graventafelstraat op een kleine kilometer ten noordwesten van het dorpscentrum van Passendale. De begraafplaats werd ontworpen door Charles Holden en wordt onderhouden door de Commonwealth War Graves Commission. Ze heeft een rechthoekig grondplan met een oppervlakte van 7.246 m². Vooraan, langs straatzijde, bevindt zich een monumentaal toegangsgebouw met daarachter centraal het Cross of Sacrifice. Nog wat verder staat de Stone of Remembrance. De graven bevinden zich in 16 perken op een aantal niveaus, gescheiden door trapjes. Voor de begraafplaats staat een van de provinciale Naamstenen 1914-1918 die herinnert aan het eindoffensief bij Passendale.
Er worden 2.101 doden herdacht, waaronder 1.600 niet geïdentificeerde.

## Geschiedenis
Rond het dorp Passendale werd tijdens de Eerste Wereldoorlog meermaals gevochten. Passendale lag op een strategische heuvelrug (Passchendaele Ridge), een deel van de Midden-West-Vlaamse Heuvelrug. Op 20 oktober 1914 viel het dorp in Duitse handen. Tijdens de daaropvolgende eerste oorlogswinter was de heuvelrug een ver vooruitgeschoven stuk frontlijn van de Ieperboog, verdedigd door Fransen en daarna door Britten. Na Duitse gasaanvallen in april 1915 bij de Tweede Slag om Ieper trokken de Britten zich van de frontlijn terug en de Duitsers bouwden hier de volgende jaren verdedigingsstellingen uit. In de nazomer van 1917 werd hier opnieuw zwaar gevochten tijdens de Derde Slag om Ieper, ook wel Slag om Passendale genoemd, toen de Britten er de Duitse linies wilden doorbreken. De Britten maakten weinig vorderingen, maar in de bloedige slag vielen wel bijna een half miljoen doden en gewonden. In november werd Passendale toch heroverd, maar bij het Duitse lenteoffensief in april 1918 moesten de geallieerden zich weer terugtrekken. Uiteindelijk werd het dorp door het Belgische 4de Regiment Karabiniers en Grenadiers eind september 1918 bevrijd.
Pas na de oorlog werd begonnen met de aanleg van de begraafplaats, waar slachtoffers uit de slagvelden rond Passendale en Langemark werden begraven. Op enkele doden na zijn de meeste slachtoffers hier gesneuveld in de herfst van 1917.
Er worden nu 1.026 Britten (waaronder 894 niet geïdentificeerde), 292 Australiërs (waaronder 171 niet geïdentificeerde), 654 Canadezen (waaronder 450 niet geïdentificeerde), 126 Nieuw-Zeelanders (waaronder 83 niet geïdentificeerde) en 3 Zuid-Afrikanen (waaronder 2 niet geïdentificeerde) herdacht. Voor 4 Britten en 3 Canadezen werden Special Memorials opgericht omdat hun graven niet meer teruggevonden werden en men aanneemt dat ze zich onder naamloze graven bevinden. 
In januari 2003 werden bij graafwerken in Passendale de stoffelijke resten van drie Canadese gesneuvelden gevonden. Zij werden op 9 juni 2003 hier met militaire eer herbegraven.
De begraafplaats werd in 2009 als monument beschermd.

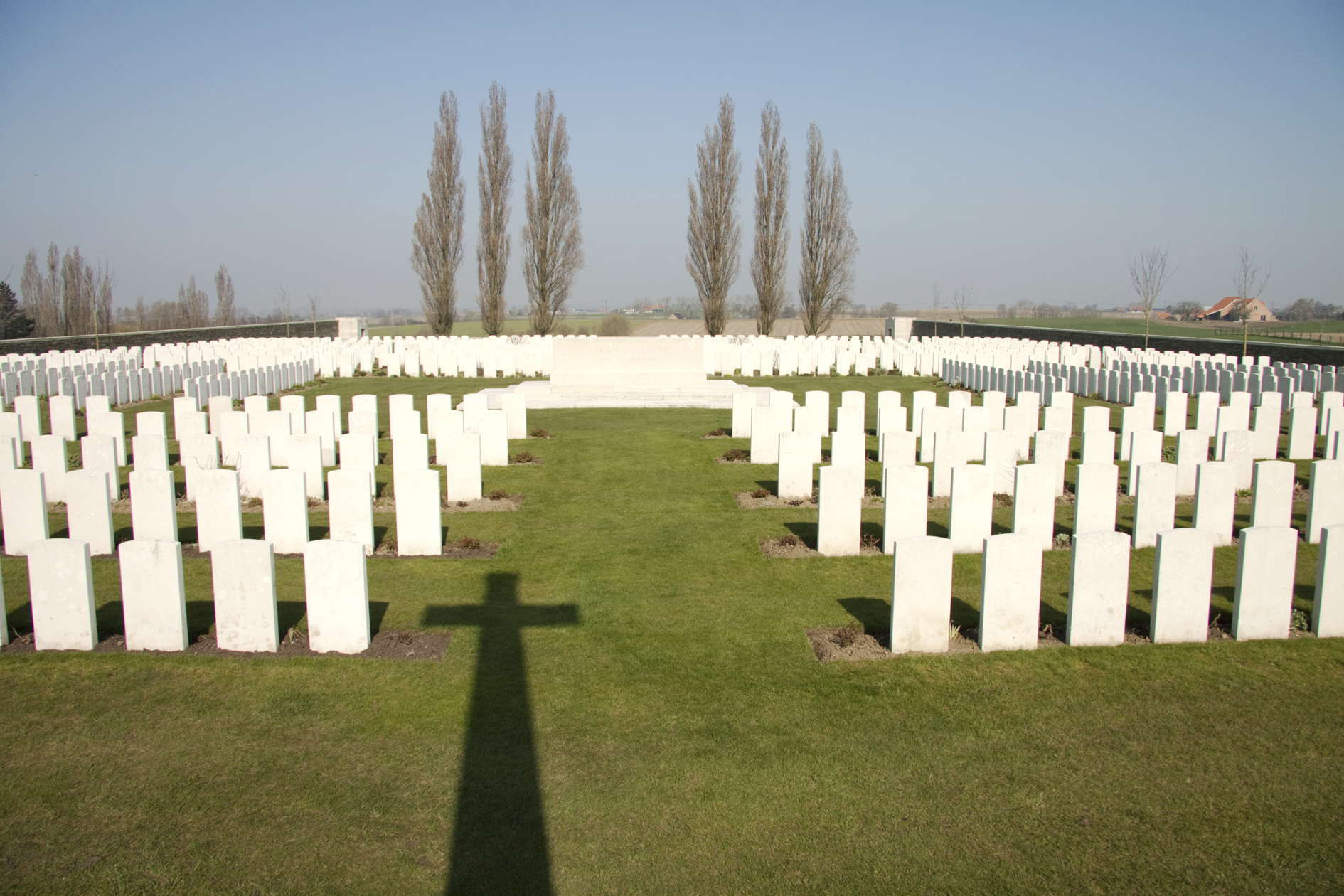
Overzicht

## Graven

### Onderscheiden militairen
- Charles Telford Costigan, kapitein bij de Canadian Infantry werd onderscheiden met de Distinguished Service Order (DSO) en het Military Cross (MC).
- Cyril Henry Molloy, kapitein bij het Otago Regiment, N.Z.E.F. en de luitenants T. H. Boyd en Talbert Lawrence Pitman van de Australian Infantry, A.I.F. werden onderscheiden met het Military Cross (MC).
- luitenant Hubert Hume Corney, de sergeanten J. Barton, A.E. Carter, George Thomas Guinea en John Edward Taylor, de korporaals Michael Doohan, Leonard James Gillespie, T.W. Sanderson, A. Payne en J. Gemmell en soldaat K.D. McLean ontvingen de Military Medal (MM).

### Minderjarige
- de Canadese infanterist H.S. Keough was slechts 17 jaar toen hij op 6 november 1917 sneuvelde.

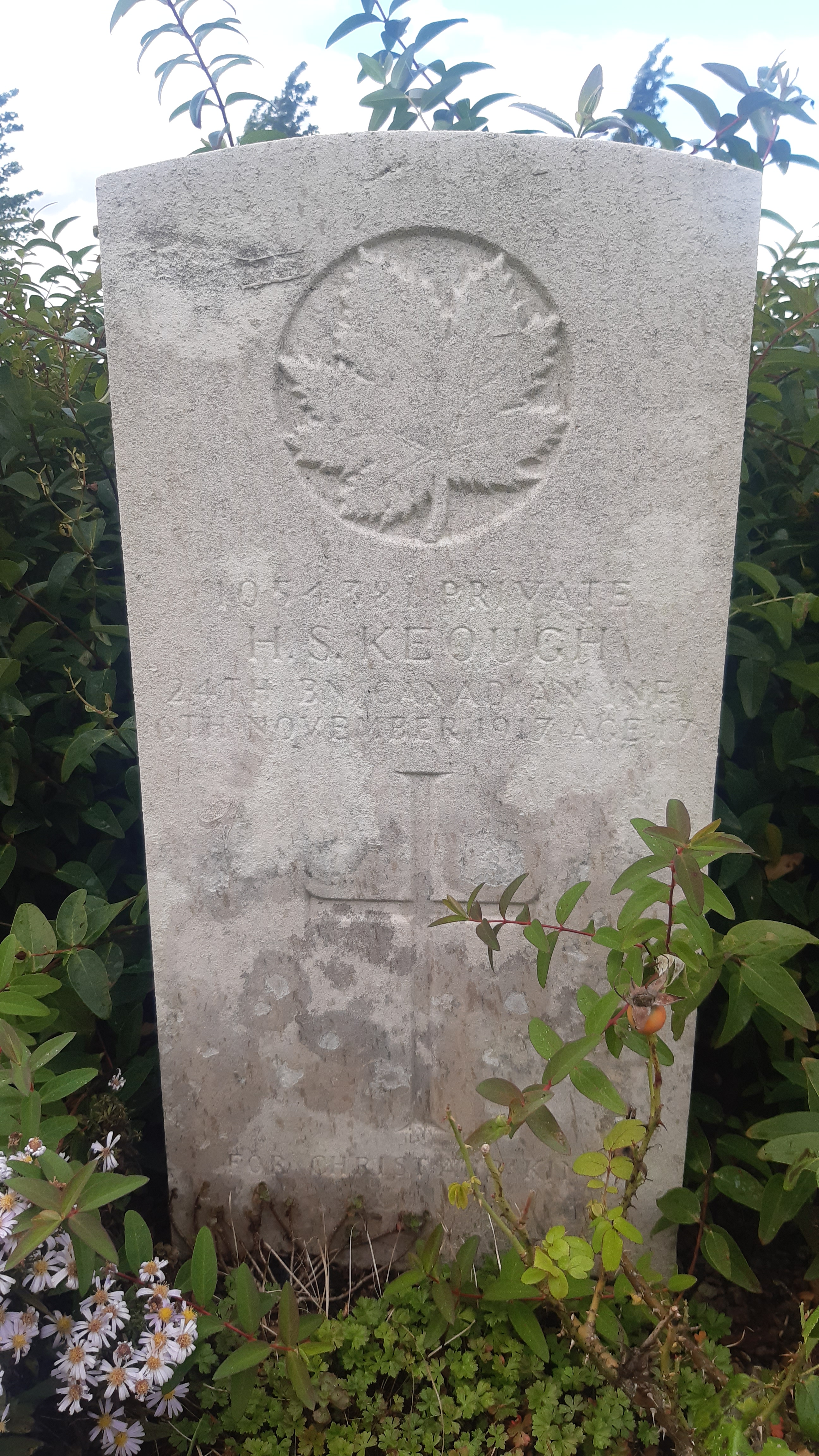
Gedenksteen voor H. S. Keough

### Aliassen
- korporaal John Joseph Douge diende onder het alias J.J. Douglas bij de Australian Infantry.
- soldaat John Delaney diende onder het alias J. Murphy bij Australian Infantry.
- soldaat Joseph Bertrand diende onder het alias Joseph Bertroud bij de Canadian Infantry.